# Napoleão Laureano
Napoleão Rodrigues Laureano (Natuba, 17 de junho de 1913 – Rio de Janeiro, 31 de maio de 1951) foi um médico oncologista brasileiro. atendia seus pacientes carentes de graça, ficando conhecido como médico dos pobres. Em 1945 entrou para a política, para ajudar mais na área da saúde da capital paraibana, sendo o primeiro presidente da câmara municipal de João Pessoa. Logo após, adoece de câncer, na época a Paraíba, não tinha nenhuma estrutura para tratamento da doença no estado. Usando sua influência e sua vida, passar a lutar contra a doença e para a implantação de um hospital de câncer em João Pessoa. Após sua morte, doa todos os seus bens, em prol da luta contra o câncer em todo o Brasil.
O Hospital Napoleão Laureano em João Pessoa é nomeado em sua homenagem.

## Biografia
Era filho do tenente Floriano Rodrigues Laureano e D. Theophila Bezerra da Silva. Foi casado com D. Marcina Sampaio de Melo Laureano, filha de José Oemio de Melo e Maria Sampaio de Melo. Como filha, o casal adotou Maria do Socorro Sampaio Laureano, nascida no Recife a 18.06.1946.
Em 1943, diplomou-se pela Faculdade de Medicina pela Universidade Federal de Pernambuco, em 1943, após um curso brilhante, onde se distinguiu entre seus companheiros de turma; foi discípulo do renomado professor Ageu Magalhães, grande anatomo-patologista pernambucano, tendo frequentado o Serviço Nacional do Câncer, no Rio de Janeiro. Especializou-se em cirurgia do câncer. Logo após sua formatura, voltou a João Pessoa e abriu consultório na rua Barão do Triunfo, 474 – 1º andar. Conforme anúncio publicado no jornal A UNIÃO durante o mês de outubro de 1944, Napoleão Laureano oferecia seus serviços nas seguintes especialidades: Doenças das senhoras, operações, partos, tratamento cirúrgico das cicatrizes e outros defeitos congênitos ou adquiridos. A essa época residia à rua Monsenhor Walfredo, 663, em Tambiá.
Ao lado do Dr. Asdrúbal Marsiglia de Oliveira, Laureano foi dos primeiros médicos paraibanos a se dedicarem ao tratamento do câncer, uma doença maldita e preconceituosa nos anos 40. O canceroso, mesmo entre os profissionais da Medicina, era discriminado. Nem todos se acercavam do paciente com uma dose de humanismo. Desde os tempos de universitário, vivendo os momentos finais da ditadura de Getúlio Vargas, Laureano engajara-se no movimento dos estudantes pernambucanos contra o Estado Novo. Era natural seu comportamento nessa fase da vida brasileira, embora não fosse um militante de primeira linha.

### Política
Sua dedicação no atendimento dos pobres fê-lo ingressar na política em 1945, por ocasião da redemocratização, filiando-se à União Democrática Nacional – UDN, partido por onde foi eleito vereador para a Câmara Municipal de João Pessoa. Após tantos anos sem funcionar, a campanha para vereador foi bastante renhida por se tratar da primeira eleição para a Câmara Municipal, com os candidatos se engalfinhando na disputa por apenas doze vagas. A União Democrática Nacional – UDN fez a maioria dos vereadores, tendo Napoleão Laureano recebido uma votação consagradora, ficando em segundo lugar, com 959 votos, suplantado apenas pelo vereador Cabral Batista, que obteve 974 votos.
Na primeira eleição da Mesa Diretora da Câmara, ele foi eleito Vice-presidente, tendo logo em seguido assumido a Presidência, desde que o Presidente, vereador Miguel Bastos, assumira a Prefeitura, uma vez que seus titulares, prefeito e vice-prefeito entraram de licença para tratamento de saúde. Assim, Laureano foi o primeiro Presidente da Câmara Municipal de João Pessoa nessa nova fase. Sua liderança era inconteste, pois chegou a ser seu presidente no período de 49/51, tendo se afastado por ter sido acometido de câncer. Com sua morte a 31 de maio de 1951 deixou de assumir a presidência da Câmara, cuja direção era composta por ele, como Presidente; Miguel Bastos Lisboa, Vice-presidente; Henrique Bernardo Cordeiro; 1º Secretário; João Batista Cabral, 2º Secretário. Logo após a sua morte, no dia 5 de junho o vereador Miguel Bastos Lisboa foi eleito para substitui-lo.

### Tratamento de Saúde
A doença de Laureano ensejou uma luta sem quartel, promovendo uma grande campanha nacional em prol da assistência hospitalar aos cancerosos do Brasil, contribuindo para a fundação do Hospital do Câncer da Paraíba e a criação da Fundação Nacional do Câncer, no Rio de Janeiro. Por sua pertinácia na conquista desse desiderato, foi consagrado como o patrono dos cancerosos.
O noticiário do jornal A UNIÃO, a partir de 13 de março de 1951, passou a informar com assiduidade a situação da saúde de Napoleão, assim como os jornais do Rio de Janeiro passaram a se ocupar de sua situação, enfatizando o problema do câncer no país, onde cerca de 30 mil brasileiros eram portadores daquele mal. Na sexta-feira, 16 de março, Napoleão seguiu para o Rio de Janeiro numa tentativa final para curar-se. Sua ida para o Rio visava submeter-se a um tratamento de soroterapia, tratamento esse baseado nos estudos do cientista russo Bogolomet e do francês Darach e adaptado no Rio de Janeiro pelo conhecido médico Fiedler Hungria. Antes ele já havia ido aos Estados Unidos, onde permaneceu alguns meses tratando-se no Memorial Center Hospital de Nova York, onde os especialistas o haviam desenganado ante às precárias condições do combate ao câncer da época, dando-lhe semanas ou meses de vida.
Em Recife, onde se encontrava, após retornar dos Estados Unidos, foi sempre cercado dos cuidados da classe médica e da população, que vinham acompanhando seu estado de saúde, o qual era cada dia mais grave, uma vez que perdia forças a olhos vistos. Foi aberta uma subscrição pública para custear sua viagem ao Rio. Mas as despesas previstas eram enormes. Daí Napoleão ter feito um apelo aos paraibanos, através dos DIÁRIOS ASSOCIADOS: “Ajude-me a morrer tranqüilo”..Ele sempre se queixava que a demora em se auto-diagnosticar foi por conta da falta de aparelhagem na Paraíba para tal, razão por que seu primeiro pedido ao governador José Américo de Almeida foi para que adquirisse um equipamento de radium. O câncer que atingiu Napoleão Laureano estava localizado no maxilar e, em menos de um ano do aparecimento dos primeiros sintomas, dominara-lhe inteiramente o organismo.

### Ideia da Construção do Hospital na Paraíba
Suas primeiras revelações foram no sentido de lançar a ideia de construir um hospital para cancerosos em João Pessoa, com a contribuição voluntária de quantos quisessem ver concretizada uma obra que, além de marcar um grande passo na história da Paraíba, viria contribuir para a diminuição de óbitos produzidos pela terrível moléstia. O movimento, a princípio encabeçado pelo jornalista e fotógrafo Rafael Mororó, mereceu o apoio do Governo, de autoridades estaduais e municipais e do povo em geral, passando a ser patrocinado pela Rádio Arapuan, por iniciativa do Dr. Eduardo Bergallo, superintendente daquela Rádio, que possibilitou uma intensa propaganda pela campanha em nosso Estado.
A ideia lançada obteve apoio imediato, com a contribuição de diversas pessoas, tendo inicialmente o prefeito da cidade, Oswaldo Pessoa, contribuído com a metade dos seus vencimentos, durante dois meses. Na A UNIÃO de 14.03.51 o escritor Lopes de Andrade fez uma crônica intitulada Da Vida e da Morte sobre Napoleão e Juarez Batista, diretor daquele jornal, representando o governador José Américo de Almeida, visitou Laureano para manifestar-lhe o apoio do Governo na construção de um hospital. Juarez Batista, na oportunidade, entrevistou Napoleão Laureano, conforme foi publicado naquela edição. Foram palavras de Laureano: “Estou entusiasmado. Foi a Paraíba que deu o primeiro grito no sentido de positivar a criação do hospital”. E acrescentou: “O serviço contra o câncer funcionará”.

### Napoleão "O Médico dos Pobres".
Durante a entrevista, o cônego José Coutinho, um das figuras destacadas do assistencialismo na Paraíba, após apertar a mão de Laureano, disse: “Dr. Napoleão, trago-lhe as preces de todos os pobres que o Sr. operou gratuitamente”, recebendo como resposta: “A alma está muito forte. Não tenho medo .” Na ocasião, a reportagem de A UNIÃO registrou a presença de destacadas personalidades do mundo social paraibano, entre elas: Drs. José Betâmio Ferreira, Luiz Ribeiro Coutinho, Newton Lacerda, Pedro Honorato Pereira, Giuseppe Marques, Manoel Paiva, Cícero Leite, Hermes Fonseca, Fernando Carneiro, Fernando Milanez, Janson Guedes, prefeito Oswaldo Pessoa, Newton Borges, Abelardo Jurema, padre João Onofre, além do jornalista José Leal e do fotógrafo José Medeiros, de O CRUZEIRO.
No dia 15 de março, ocorreu a posse da nova mesa diretora da Câmara Municipal. Laureano havia sido eleito presidente para o período 1951/52. Ele foi empossado, embora sem comparecer. A Mesa ficou assim constituída: Presidente: Napoleão Laureano; Vice-presidente: Miguel Bastos Lisboa; 1º Secretário: Henrique Bernardo Cordeiro; 2º Secretário: João Batista Cabral. 
Os acadêmicos de Medicina foram os primeiros a se movimentarem em torno da campanha pró-construção do Hospital Napoleão Laureano, em João Pessoa, formando uma comissão constituída dos universitários Gilvandro Pinto Moura, João Cavalcanti de Albuquerque e Jurandir Macedo de Carvalho. Essa comissão comunicou que havia sido instalada uma Comissão Central que dirigiria a propaganda, com a participação do Dr. Newton Lacerda, diretor da Faculdade de Medicina da Paraíba; Dr. Miranda Freire, presidente da Sociedade de Medicina; Dr. José Mousinho, presidente da Associação Comercial e desembargador Severino Montenegro, provedor da Santa Casa da Misericórdia.
Inicialmente, a Cia. Exibidora de Filmes, do grupo Wanderley, promoveu um festival com vários artistas da Rádio Tabajara, no Cinema Rex, com rendimento em benefício da campanha. O Plaza exibiu o filme “Delírio” e o cinema S. Pedro exibiu outro filme, com a mesma finalidade. Os funcionários do Banco do Brasil oferecerem uma razoável contribuição e apelaram para o presidente do Banco do Brasil, Ricardo Jafet, sugerindo que o Banco do Brasil contribuísse com um milhão de cruzeiros para a campanha. Posteriormente, o Banco do Brasil contribuiu com Cr$ 500 mil. A Secretaria de Agricultura do Estado oficiou a várias repartições sugerindo o engajamento na campanha. Sob a presidência do Dr. José Rafael de Menezes, reuniram-se os diretores de grupos escolares e inspetores técnicos da capital e aclamaram uma Diretoria para promover a campanha em sua área. A Comissão ficou assim constituída: Presidente – Dr. José Rafael de Menezes, Diretor do Departamento de Educação; Secretária – Professora Maria da Conceição de Freitas, inspetora técnica da 1a zona; Tesoureira – Adelita Bezerra Cavalcanti, diretora do Grupo Thomaz Mindelo; Orientador do movimento – professor Rubens Filgueiras, Inspetor Geral do Ensino. 

### Tratamento no Rio de Janeiro
No dia 16 de março, Napoleão Laureano chegou ao Rio, mantendo contato imediato com o cientista húngaro Josef Fiedler a fim de se submeter a uma soroterapia especial. O Presidente Vargas havia oferecido um avião da FAB para transportar o Dr. Napoleão Laureano ao Rio, tendo Laureano agradecido a gentileza do Presidente, por ser mais cômoda a viagem pelo Constelation da PANAIR. Como a aeronave da PANAIR atrasou, Napoleão viajou pelo avião da FAB que lhe fora oferecido pelo presidente Vargas.
Sua situação havia piorado, pois a outra perna tinha sido atingida, criando-lhe dificuldade para andar. O Presidente Getúlio Vargas ofereceu a Laureano um importante posto no Serviço Nacional do Câncer em reconhecimento do Governo e da Nação pelos seus esforços humanitários. Convidou também a esposa de Laureano, D. Marcina, para o posto de enfermeira-chefe daquele Serviço. Na reunião promovida pelo DIÁRIO CARIOCA o ponto alto foi a criação da Fundação Nacional do Câncer. Na primeira reunião dos fundadores dessa nova instituição foi eleita a seguinte Diretoria: Presidente de Honra – Sra. Darcy Vargas, esposa do Presidente da República, e Vice-presidente de Honra – Assis Chateaubriand, dono dos DIÁRIOS ASSOCIADOS. Presidente efetivo – Dr. Pompeu de Souza, jornalista; Vice-presidente – Dr. Amadeu Fialho, anatomo-patologista; Tesoureiro – Senador Ruy Carneiro; Secretário – Jorge Marsillac, presidente da Associação Brasileira de Cancerologia; Diretor executivo – Dr. Mário Kroeff. Posteriormente, a esposa de Laureano – Marcina Sampaio de Melo Laureano – foi considerada Vice-presidente perpétua da Fundação.
Em João Pessoa, no dia 19, a Comissão Central pró-Construção do Hospital Napoleão Laureano, Aeroporto Internacional de João Pessoa
, recentemente criado, reuniu-se no auditório da Rádio Arapuan. Falaram vários oradores: o jornalista e fotógrafo Rafael Mororó, um dos iniciadores da campanha; acadêmico de medicina João Cavalcanti, da comissão de estudantes que levantou a bandeira da criação da Comissão; Dr. Newton Lacerda, que doou logo mil cruzeiros; Oscar de Castro, que falou sobre seu ex-aluno Napoleão Laureano, sugerindo a eleição de um Comitê Central para dirigir a campanha. Imediatamente, sob a direção de Oscar de Castro, foi indicado, por aclamação, o seguinte Comitê Central: Presidente – Desembargador Severino Montenegro; 1º Vice-presidente – Dr. Júlio Rique Filho; 2º Vice-presidente – Dr.Oscar de Oliveira Castro; Secretário Geral – Dr. Hélio Fonseca; 2º Secretário – Rafael Mororó; 3º Secretário – Dr. Eduardo Bergallo; Tesoureiro – Dr. Júlio Maurício. Bergallo, dirigente da Arapuan, colocou as emissoras do seu grupo (Arapuan, Caturité e Espinharas) à disposição da campanha.

### Apoio em prol do Hospital da saúde da Paraíba
Enquanto isso, a campanha na Paraíba tomava vulto. O Sindicato dos Rodoviários cedeu sua sede, no Parque Solon de Lucena, para as reuniões do Comitê Central pró-construção do Hospital do Câncer Napoleão Laureano. O Comitê publicava, constantemente, a relação dos contribuintes para a campanha. O Club de Regatas Vasco da Gama foi o primeiro clube a contribuir. O Red Cross tomou a iniciativa de promover um torneio de clubes amadores. O torneio início foi programado para o começo de abril, com a participação dos seguintes clubes: Felipéia, Bando Azul, Continental, Comercial, Íris, Saturno e Red Cross, com renda destinada à campanha. Cada entidade, cada repartição criava uma Comissão para arrecadar as contribuições voluntárias.

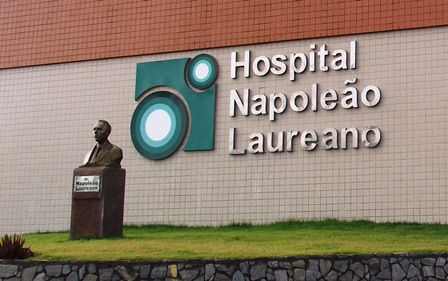
Hospital Napoleão Laureano, em João Pessoa.

Novas tentativas para curar ou aliviar a situação de Napoleão Laureano foram encetadas. O Presidente Vargas intercede para conseguir o envio do soro Krebiozen, dos Estados Unidos. A embaixada brasileira em Washington diligenciou para a vinda do soro Krebiozen de Chicago para o Brasil, que viria por um avião da Braniff, tendo como portador o próprio comandante da aeronave. Já no dia 4 de abril, os médicos de Napoleão registraram melhoras após a aplicação da primeira ampola do Krebiozen. Eram tocantes os apelos de Napoleão para angariar donativos em favor da causa. Talvez por isso Napoleão fora eleito membro de honra do Instituto Brasileiro de História da Medicina, numa homenagem ao movimento por ele iniciado.
A campanha local continuava de vento em popa, com o apoio de várias entidades. O Distrito 123 do Rotary International, que englobava os Estados da Bahia ao Ceará, reunido em Salvador em sua Conferência Distrital, recomendou o apoio de todos os clubes da região; a Associação dos Servidores Públicos do Estado – ASPEP iniciou campanha entre seus associados; o Clube Internacional, de Cruz das Armas, promoveu festa para arrecadação de contribuições; o Diretório Acadêmico de Medicina do Recife iniciou campanha; no Ponto de Cem Réis foi criado um Posto de Arrecadação do Comitê Central. A Paraíba, que enfrentava problemas com a seca, não descurava da campanha que sentimentalizou a comunidade. As doações se sucediam, de empresas e de pessoas simples. No dia 27 de março de 1951, o deputado Janduhy Carneiro apresentou na Câmara dos Deputados o projeto nº 18, que autorizava o Poder Executivo a abrir ao Ministério da Saúde o crédito especial de cem milhões de cruzeiros.
Essa iniciativa do operoso parlamentar paraibano resultou na conclusão do Instituto Nacional do Câncer, na Praça da Cruz Vermelha, no Rio de Janeiro, devidamente equipado. Mas a situação de Napoleão Laureano se agravava, com a fratura do colum. Foi necessário fazer o engessamento dos membros inferiores e da bacia. Nova aplicação de Krebiozen foi feita. O embaixador americano no Brasil acompanhava o desenvolvimento do tratamento. Mas Napoleão teimava em vir para a Paraíba para apoiar a campanha pela fundação do Hospital. Enquanto isso, por solicitação do jornalista Pompeu de Souza ao governador José Américo, foi iniciada a procura pelo terreno onde seria construído o Hospital da Paraíba, cabendo ao Dr. Newton Lacerda localizá-lo. As contribuições continuavam chegando. Eram entregues aos membros do Comitê durante suas constantes visitas a repartições municipais, estaduais e federais. A Caixa Econômica, presidida pelo Dr. Manoel Morais, doou cinco mil cruzeiros e prometeu 20 mil cruzeiros para a aquisição de uma tenda de oxigênio. Os escritores Antônio Botto de Menezes, Hermilo Borba e Cristino Pimentel doaram os livros de sua autoria Minha Terra, Cantos da Ausência e Dois Poetas, para serem vendidos em favor da campanha. Todos colaboravam como podiam. Mais uma vez o escritor Lopes de Andrade publica um artigo intitulado O Mártir Napoleão Laureano. 

### Falecimento no Rio de Janeiro
No dia 30 de maio viajaram para João Pessoa os Srs. Jorge Marsillac e Jorge Ferreira, designados pelo Ministro da Educação para escolherem o terreno onde deveria ser edificado o Hospital Dr. Napoleão Laureano. Às 20,20 horas do dia 31 de maio, Dr. Napoleão Laureano faleceu no Hospital Graffee Guinle, no Rio de Janeiro. O corpo de Napoleão Laureano foi embalsamado e ficou em câmara ardente exposto na Igreja da Candelária, onde foi visitado por milhares de pessoas. No dia seguinte, o corpo foi trazido para João Pessoa, em avião da FAB, pousando no Aeroporto Internacional de João Pessoa, onde estiveram presentes o governador José Américo de Almeida, Secretários, representantes do Legislativo e do Judiciário, autoridades militares: Comandante da Guarnição Federal e Capitão dos Portos, autoridades eclesiásticas e povo. Não obstante as chuvas caídas na tarde do sábado, o número de pessoas no aeroporto era bastante grande.

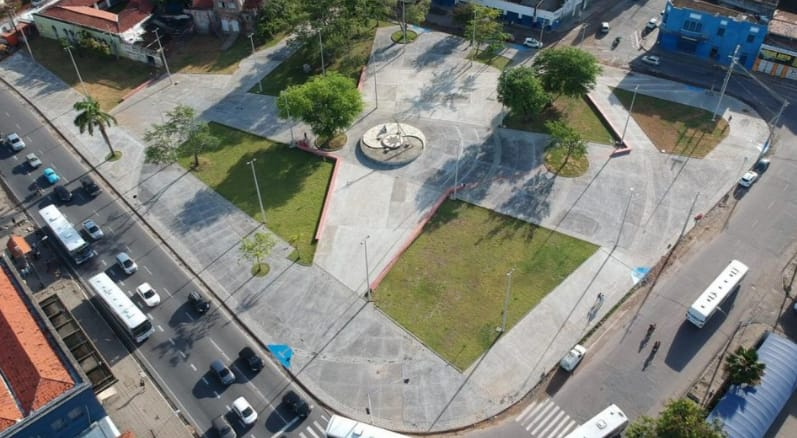
Praça Napoleão Laureano, que homenageia o ilustre médico na capital João Pessoa.

O esquife foi retirado pelo Governador, pelo presidente executivo da Fundação Laureano, prefeito da Capital, presidente da Assembleia Legislativa, presidente do Tribunal de Justiça, presidente da Câmara Municipal e familiares. Colocado no carro funerário, o cortejo seguiu para João Pessoa e ao chegar no centro urbano parou diante da Câmara Municipal, órgão da qual Laureano fizera parte como vereador e seu presidente recém-eleito. Na ocasião, falou de improviso o vereador Ranulpho de Oliveira Lima, ressaltando as qualidades morais de Napoleão Laureano e a sua atuação naquele Conselho Municipal. A seguir, o corpo foi levado para a Catedral Metropolitana, onde ficou em câmara ardente até às 15,30 horas do dia seguinte. O comércio fechou suas portas, em atendimento ao apelo feito pela Câmara Municipal.
Durante dia e noite, o corpo foi guardado por representantes da Câmara Municipal, do Governo do Estado, da Assembleia Legislativa, do Poder Judiciário, da Fundação Napoleão Laureano, da Sociedade de Medicina, de autoridades militares, do comércio e da indústria, dos estudantes e universitários, do Sindicato dos Rodoviários e da Associação dos Servidores Públicos, que se revezavam de hora em hora. As exéquias de Napoleão Laureano foram oficiadas pelo Arcebispo Metropolitano, D. Moisés Coelho. Milhares de pessoas acompanharam o féretro até o Cemitério da “Boa Sentença”, sendo um dos mais concorridos enterros já vistos em João Pessoa, enchendo cerca de três quilômetros das ruas limítrofes do Campo Santo. Durante o sepultamento, falaram Dr. Luiz Rodrigues de Souza, Secretário da Educação e Saúde, em nome do Governo do Estado; deputado Ivan Bichara Sobreira, pela Assembleia Legislativa; Dr. Higino da Costa Brito, pela Sociedade de Medicina; Dr. Newton Lacerda, pela Faculdade de Medicina da Paraíba; e o escritor Juarez Batista, diretor de A UNIÃO, pela Fundação Napoleão Laureano. Falaram ainda o vereador Damásio Franca e o Dr. Hélio Fonseca.

### Doação dos Bens em prol da luta contra o câncer em todo o Brasil
Com o objetivo de divulgação, D. Marcina entregou um documento assinado por Napoleão Laureano em 3 de abril de 1951, no qual resume suas disposições na orientação da campanha contra o câncer em todo o Brasil e por ele redigida em colaboração com o Dr. Mário Kroeff. Era uma espécie de testamento com suas últimas vontades, tanto quanto possível na aplicação dos fundos angariados em todos os pontos do território nacional. A Câmara Municipal de João Pessoa encarregou-se de homenagear o Dr. Napoleão Laureano por ocasião do trigésimo dia do seu falecimento, programando uma missa na Catedral Metropolitana, às 7 horas, e uma homenagem especial às 20 horas na Câmara de Vereadores, com aposição do retrato do seu ilustre ex-presidente.
O Rotary Club de João Pessoa, sob a presidência do advogado Severino Alves Ayres, também prestou homenagem especial no trigésimo dia da morte de Napoleão Laureano, tendo falado o desembargador Severino Montenegro, presidente do Comitê Central da Campanha pela fundação do Hospital do Câncer da Paraíba. Dia 4 de julho chegaram a João Pessoa, viajando em avião especial, o Dr. Mário Kroeff, diretor do Serviço Nacional do Câncer, Dr. Alberto Coutinho, Chefe da Clínica do SNC e Dr. Amaro Campos, também diretor do SNC. Eles vieram para entenderem-se com o governador José Américo de Almeida sobre assuntos ligados à instalação, no Estado, de um Departamento do Serviço Nacional do Câncer. Os visitantes foram recebidos no aeroporto pelo Governador e autoridades e considerados hóspedes do Estado, tendo o governador e sua esposa, D. Alice Almeida, lhes oferecido um almoço no Palácio da Redenção.

### Inauguração do Hospital onze anos depois
A ilustre comitiva, em companhia do Governador e autoridades do setor de saúde pública, esteve em diversos locais da cidade escolhendo o ponto para a localização do futuro Hospital do Câncer da Paraíba, o qual foi fixado em terrenos marginais da Avenida João Machado, nas proximidades da Colônia Juliano Moreira. Onze anos depois do falecimento do grande mártir, em 24 de fevereiro de 1962, foi inaugurado o Hospital do Câncer Napoleão Laureano. Estiveram presentes o governador Pedro Gondim, o ministro Estácio Souto Maior, da Saúde, o deputado federal Janduhy Carneiro, presidente da Fundação Laureano, o médico Antônio Carneiro Arnaud, primeiro diretor do Hospital, entre outras autoridades.

## Napoleão na literatura e bibliografia
Em 1992, o Grupo Napoleão Laureano publicou um livro com uma coletânea de cartas psicografadas, atribuídas ao próprio Napoleão Laureano. Em 2022, o professor Matheus Gleydson do Nascimento Sales lançou, pela Editora Antropus, a obra O Dr. Napoleão Laureano: O Médico do Povo, a biografia mais completa e detalhada sobre a vida do médico paraibano. O livro traz registros desde a infância de Napoleão Laureano até seus últimos dias, além de um estudo genealógico aprofundado que remonta ao século XI. A obra recebeu uma segunda edição em 2025.